# 薩爾杜斯區
薩爾杜斯區是拉脫維亞西南部的一個已废置的區份。面積2,182平方公里。人口38,176人。区府薩爾杜斯。
拉脫維亞於2009年撤销了所有的区份，并改制为市镇。